# Чордара (імені Мір Саїда Алії Хамадоні район)
Чордара́ (тадж. Чордара) — село у складі Хатлонської області Таджикистану. Входить до складу Чубецького джамоату району імені Мір Саїда Алії Хамадоні.
Назва означає чотири ущелини.
Населення — 322 особи (2010; 326 в 2009).